# Erin Moriarty
Erin Elair Moriarty (Nueva York; 24 de junio de 1994) es una actriz estadounidense. En televisión es conocida por sus papeles de invitada en One Life to Live (2010) y True Detective (2014); y por sus apariciones estelares en Red Widow (2013) y Jessica Jones (2015) de Netflix. A partir de 2019, Moriarty forma parte del elenco principal de la serie original de Amazon Prime Video The Boys basada en la serie de cómics del mismo nombre, interpretando a Annie January / Starlight.
En cine es conocida por su papel de Chelsea McAllister en The Watch (2012), Kelly en The Kings of Summer (2013) y Lidya Link en Blood Father, la cual coprotagonizó junto al actor y también director de cine Mel Gibson.

## Primeros años
Moriarty nació el 24 de junio de 1994 en Nueva York, Estados Unidos. Después de graduarse de la escuela secundaria, asistió a la universidad en donde realizó la carrera de actuación.

## Carrera profesional

### 2010-2014: inicios de su carrera
En 2010, debutó como actriz en la serie de televisión, One Life to Live de ABC, donde interpretó a Whitney Bennett durante 6 episodios. En 2011, realizó una participación especial en la temporada número 12 de la serie Law & Order: Special Victims Unit como Dru. El 28 de septiembre de 2011, se confirmó que Moriarty interpretaría a Chelsea McAllister, la hija del personaje de Vince Vaughn en The Wash que se estrenó el 27 de julio de 2012.
En 2013, consiguió su primer papel protagónico femenino en la película The Kings of Summer (titulada originalmente como Toy's House) en donde interpretó a Kelly, una chica que se interpuso en la amistad de los protagonistas masculinos, sin la intención de romper su amistad. Ese mismo año interpretó durante 8 episodios a Natalie Walraven en la serie Red Widow de ABC. También interpretó a Vivian en la película After the Dark (anteriormente conocido como The Philosophers), que fue estrenada el 7 de febrero de 2014 en Estados Unidos. En 2014, interpretó a Audrey Hart en la serie True Detective de HBO.

### 2015-2017:Blood Father, Jessica Jonesy otros trabajos
En marzo de 2014, se confirmó que Moriarty protagonizaría la película Crawlspace junto a Nadine Velazquez, Michael Vartan y Blake Jenner; y tiene como fecha de estreno en 2016.
El 24 de abril de 2014, se confirmó que Erin formaría parte del elenco principal de la película Blood Father junto a Mel Gibson, Elisabeth Röhm y William H. Macy. El rodaje de Blood Father inició el 5 de junio de 2014 en Albuquerque, Nuevo México y fue dirigida por el francés Jean-François Richet. Dicha película fue estrenada el 21 de mayo de 2016 en el Festival de Cannes 2016 y el 26 de agosto del mismo año en las salas de cines de Estados Unidos. Moriarty interpreta a Lidya Link la hija de John Link (Mel Gibson), quien la protege de una banda de narcotraficantes y asesinos que la persigue.
El 4 de agosto de 2014, Moriarty fue confirmada para integrar el reparto secundario de la película, Captain Fantastic junto a Viggo Mortensen, Frank Langella y Missi Pyle; y dirigida por Matt Ross. Fue estrenada el 23 de enero de 2016 en el Festival de Cine de Sundance y el 8 de julio de 2016 en Estados Unidos recibiendo críticas positivas por parte de la prensa.
El 19 de febrero de 2015, se confirmó que Erin se unió al elenco principal de la serie Jessica Jones emitido por la cadena de Netflix, en donde interpreta el papel de Hope Shlottman, una chica de Omaha que se convirtió en la primera clienta de Investigaciones Alias, la oficina de investigaciones de Jessica Jones a raíz de un encuentro con Kilgrave.
Erin aparece en Blood Father, un filme del 2016 protagonizado por Mel Gibson. Su rol como hija de Gibson en dicha película recibió elogios de la críticas, como de Manohla Dargis del New York Times, Alonso Duralde de TheWrap, y Owen Gleiberman de Variety, sin embargo Ignatiy Vishnevetsky de The A.V. Club sintió que ella estuvo poco convincente y Allen Salkin del New York Daily News dijo que ella estuvo eclipsada por los gustos de Gibson y William H. Macy. Un año después, ella protagonizó el filme de terror Within. Moriarty también tuvo un rol de apoyo en la aclamada película Captain Fantastic, donde juega el rol del interés amoroso del personaje de George MacKay. Gracias a esta película ella fue nominada para los Screen Actors Guild Award for Outstanding Performance by a Cast in a Motion Picture (Premio del Sindicato de Actores al Mejor Reparto).
En junio de 2016 ella tuvo un papel en el rol principal de la película The Miracle Season junto con Danika Yarosh y Helen Hunt; la película fue lanzada en 2018. También en el mismo año, ella aparece en las películas The Extraordinary Journey of the Fakir y Monster Party. Más adelante en ese mismo año ella apareció en Driven que se centra en la operación encubierta que derribó al magnate automotriz John DeLorean; la película se estrenó en el Festival de Cine de Venecia 2018 y fue filmada en Puerto Rico en 2017 durante el huracán María.

### 2017-presente:The Boys
En diciembre de 2017 comenzó a actuar como Annie January / Starlight en la serie de televisión The Boys, adaptación de Amazon Studios del cómic de Garth Ennis y Darick Robertson del mismo nombre. La serie fue emitida en julio del 2019. Una segunda temporada se emitió en septiembre de 2020, una tercera temporada en junio de 2022, y una cuarta en junio de 2024.

## Filmografía

### Cine
| Año  | Título                                 | Papel              | Notas                |
| ---- | -------------------------------------- | ------------------ | -------------------- |
| 2012 | The Watch                              | Chelsea McAllister | Personaje secundario |
| 2013 | The Kings of Summer                    | Kelly              | Coprotagonista       |
| 2014 | After the Dark                         | Vivian             | Personaje secundario |
| 2016 | Blood Father                           | Lydia Link         | Personaje principal  |
| 2016 | Captain Fantastic                      | Claire             | Personaje secundario |
| 2016 | Sextant                                | TBA                | Cortometraje         |
| 2016 | Within                                 | Hannah Alexander   | Personaje secundario |
| 2017 | Kong: Skull Island                     | Clienta en el bar  | Cameo                |
| 2018 | The Miracle Season                     | Kelly Fliehler     | Personaje Principal  |
| 2018 | The Extraordinary Journey of the Fakir | Marie Rivière      | Coprotagonista       |
| 2018 | Driven                                 | Katie Connors      | Personaje secundario |
| 2018 | Monster Party                          | Alexis Dawson      | Personaje principal  |
| 2019 | Bersek                                 | Agente de Evan     | Voz                  |
| 2019 | Famous Adjacent                        | Erin               | Cortometraje         |
| 2023 | True Haunting                          | Marsha Becker      | Posproducción        |

### Televisión
| Año           | Título                            | Papel                     | Notas                              |
| ------------- | --------------------------------- | ------------------------- | ---------------------------------- |
| 2010          | One Life to Live                  | Whitney Bennett           | Estrella invitada (6 episodios)    |
| 2011          | Law & Order: Special Victims Unit | Dru                       | Episodio: "Flight"                 |
| 2013          | Red Widow                         | Natalie Walraven          | Personaje recurrente (8 episodios) |
| 2014          | True Detective                    | Audrey Hart               | Estrella invitada (3 episodios)    |
| 2015          | Jessica Jones                     | Hope Shlottman            | Elenco principal (Temporada 1)     |
| 2017          | Controversy                       | Cassie Sullivan           | Película para televisión           |
| 2017          | Pillow Talk                       | Autum                     | Episodio: "Cancun"                 |
| 2019-presente | The Boys                          | Annie January / Starlight | Personaje principal                |

## Premios y nominaciones
| Año  | Organización                        | Categoría                                                               | Trabajo           | Resultado | Ref(s) |
| ---- | ----------------------------------- | ----------------------------------------------------------------------- | ----------------- | --------- | ------ |
| 2017 | Seattle Film Critics Society Awards | Mejor Reparto (compartido con el elenco principal de Captain Fantastic) | Captain Fantastic | Nominada  | [ 32 ] |
| 2017 | Screen Actors Guild Awards          | Mejor Reparto (compartido con el elenco principal de Captain Fantastic) | Captain Fantastic | Nominada  | [ 33 ] |